# Harrison Township (Comtat de Potter)
Harrison Township és una població del Comtat de Potter (Pennsilvània) als Estats Units d'Amèrica. Segons el cens del 2000 tenia 1.093 habitants.

## Demografia
Segons el cens del 2000 Harrison Township tenia 1.093 habitants, 408 habitatges, i 301 famílies. La densitat de població era d'11,7 habitants per quilòmetre quadrat.
Dels 408 habitatges en un 34,8% hi vivien nens de menys de 18 anys, en un 63,2% hi vivien parelles casades, en un 5,9% dones solteres, i en un 26,2% no eren unitats familiars. En el 23,8% dels habitatges hi vivien persones soles el 10% de les quals corresponia a persones de 65 anys o més que vivien soles. El nombre mitjà de persones vivint en cada habitatge era de 2,61 i el nombre mitjà de persones que vivien en cada família era de 3,07.
Per edats la població es repartia de la següent manera: un 29,1% tenia menys de 18 anys, un 7,6% entre 18 i 24, un 27,7% entre 25 i 44, un 23,7% de 45 a 60 i un 11,9% 65 anys o més.
L'edat mediana era de 36 anys. Per cada 100 dones de 18 o més anys hi havia 101,3 homes.
La renda mediana per habitatge era de 28.393 $ i la renda mediana per família de 34.844 $. Els homes tenien una renda mediana de 26.250 $ mentre que les dones 19.511 $. La renda per capita de la població era de 12.550 $. Entorn del 12,5% de les famílies i el 12,9% de la població estaven per davall del llindar de pobresa.